# 長田區
長田区（日语：／ Nagata ku */?）是日本兵庫縣神戶市中南部的一区。名稱源自轄區內的長田神社所在的地名。此區為神戶市面積最小、人口最少但人口密度最大的區。

## 歷史
在西南部的「駒林」地區在歷史上是渡來人的聚落。最初在位於苅藻川沿岸開拓了狹長的田地，因此命名為「長田」。
在19世紀末期時，行政區劃屬於八部郡須磨村和林田村，林田村先在1896年併入神戶市，須磨村在1912年改制為須磨町後於1920年併入神戶市，兩地在1931年神戶市初次劃設區級行政區劃時分別成為林田區和須磨區，直到1945年神戶市重新調整行政區劃，將這兩區之間新設了長田區。

## 交通

### 鐵路
- 西日本旅客鐵道（JR西日本）
  - 山陽新幹線：僅約330公尺路段通過轄區內，且該路段為神戶隧道（日语：神戸トンネル），轄區內未有設車站。
  - 山陽本線（JR神戶線）：新長田車站
- 阪神電氣鐵道
  - 神戶高速線：高速長田車站 - 西代車站
- 山陽電氣鐵道
  - 本線：西代車站
- 神戶電鐵
  - 有馬線：長田車站 - 丸山車站
- 神戶市營地下鐵
  - 西神·山手線：長田車站 - 新長田車站
  - 海岸線：苅藻車站 – 駒林車站 - 新長田車站

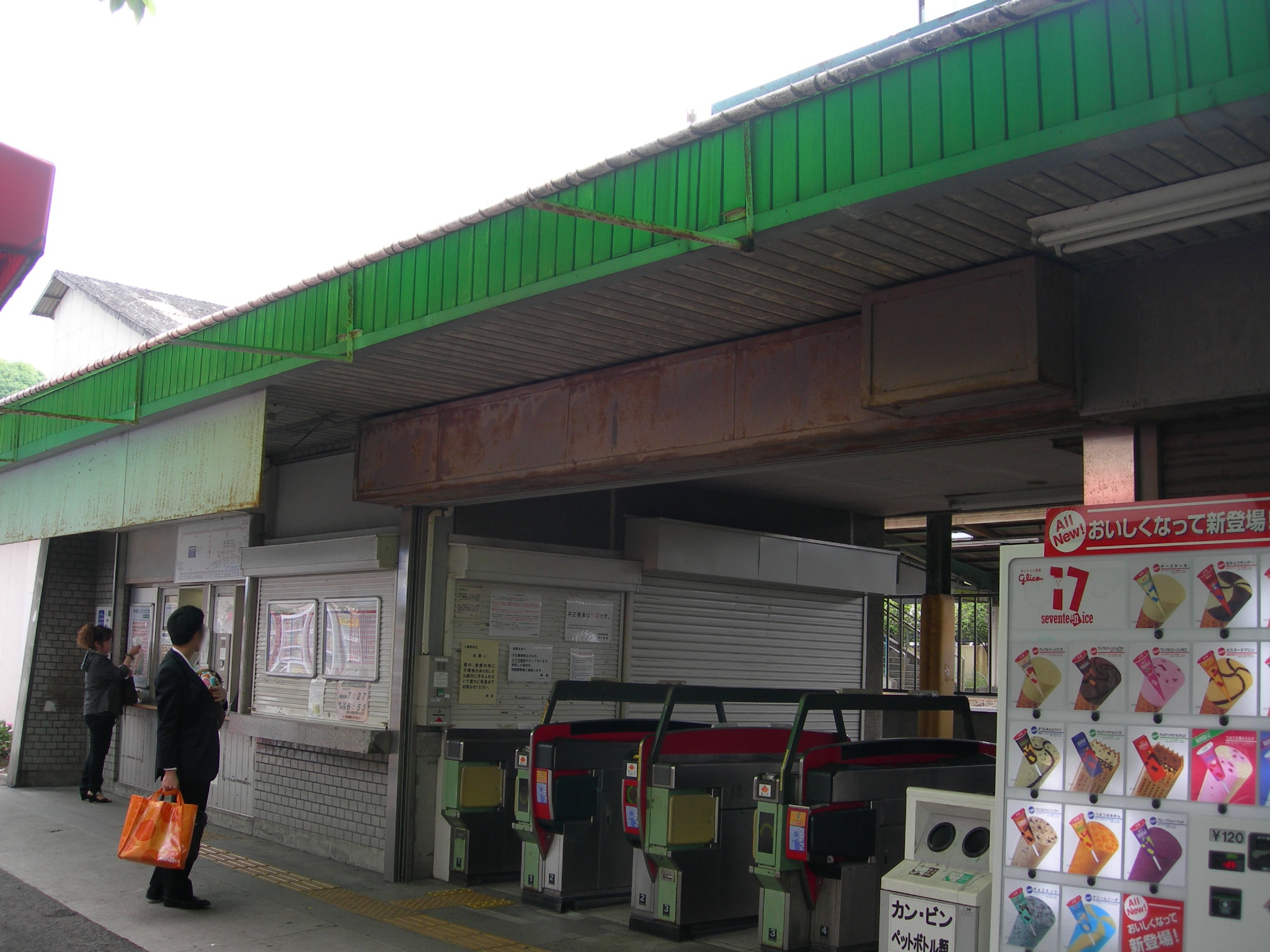
長田車站
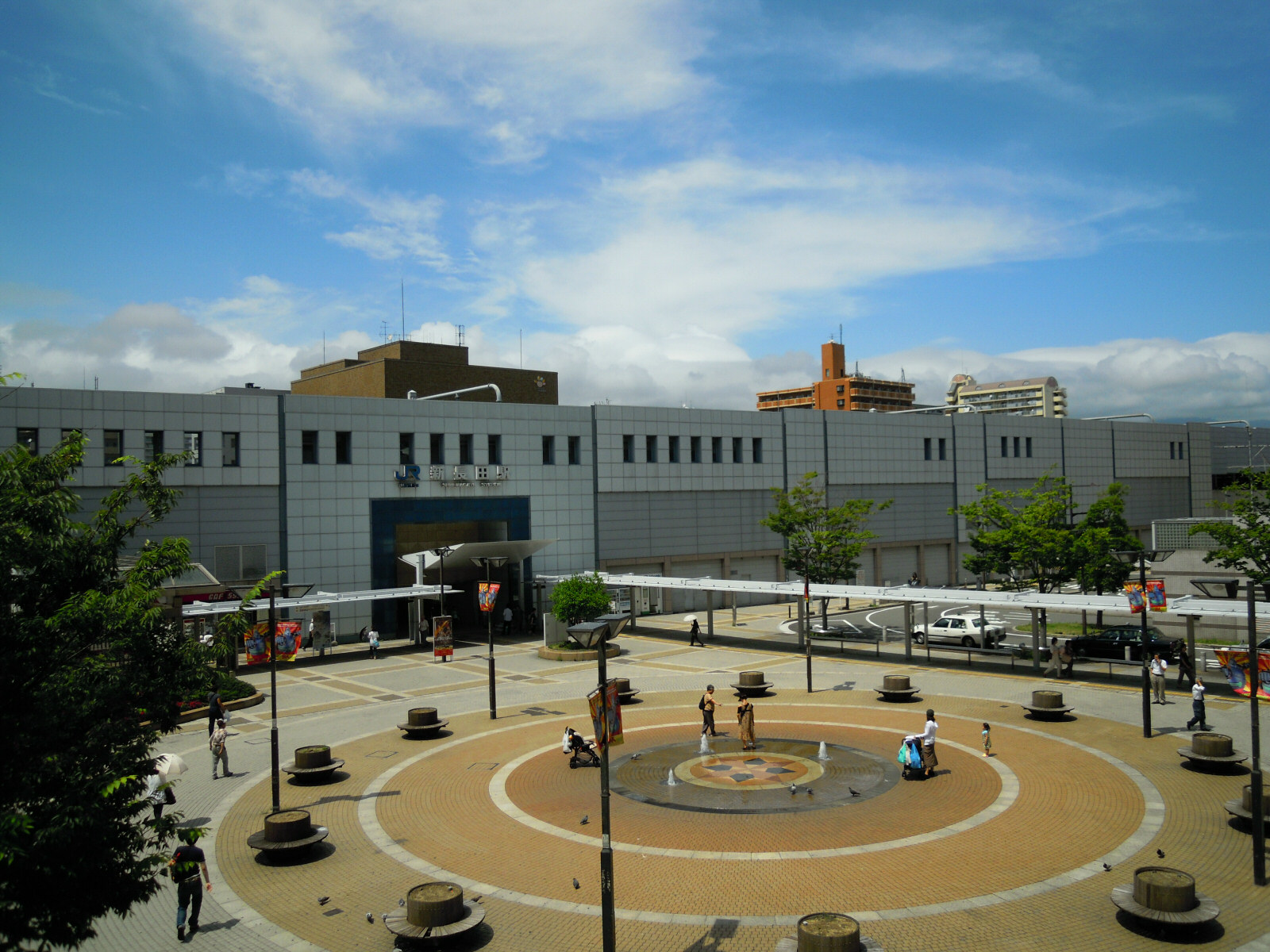
新長田車站

### 道路
阪神高速道路
- 3號神戶線：湊川I.C.
- 31號神戶山手線：神戶長田I.C.

一般國道
- 國道2號
- 國道28號
- 國道250號（區內2號重複）

## 觀光資源
- 高取山（日语：高取山 (兵庫県)）
- 長田神社
- 駒林神社（日语：駒林神社 (神戸市)）
- 神戶水天宮（日语：神戸水天宮）
- 鞋廣場（日语：シューズプラザ）

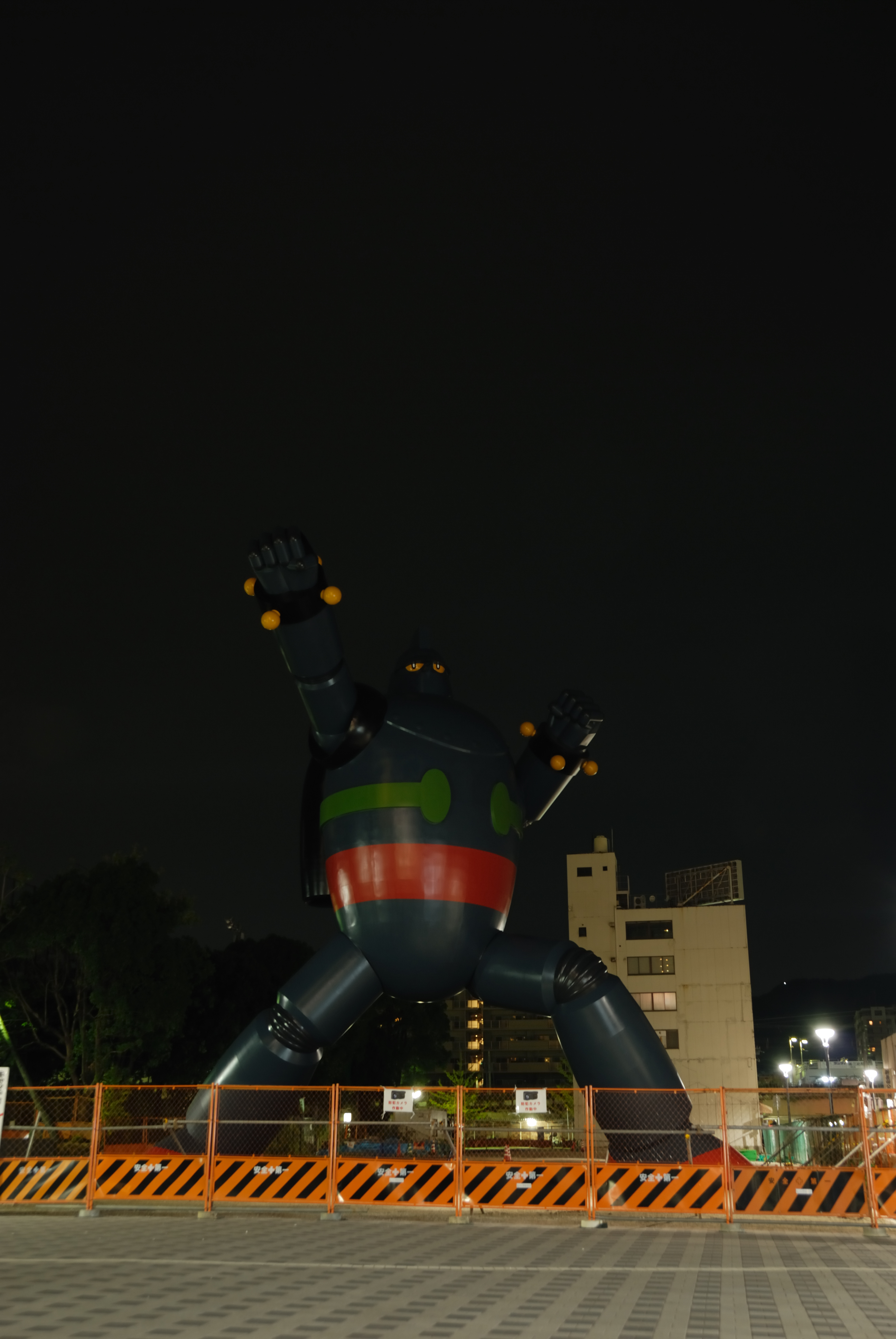
若松公園內的鐵人28號模型

- 若松公園（日语：若松公園）：公園內設有鐵人28號的巨大模型
- 新長田商店街：設有鐵人28號及三國志相關景點